# Supercoupe d'Algérie de football 2013
Navigation
Supercoupe d'Algérie 2007 Supercoupe d'Algérie 2014
La Supercoupe d'Algérie de football 2013 est la septième édition de la supercoupe d'Algérie. Première édition de la compétition depuis 2007, elle se déroule le 11 janvier 2014 et oppose l'ES Sétif, championne d'Algérie en titre et l'USM Alger, vainqueur de la coupe d'Algérie en titre. Elle voit la victoire de l'USM Alger sur le score de deux buts à zéro.

## Le retour de cette compétition
La supercoupe d'Algérie est une compétition récente du football algérien. Il s'agit d'une compétition qui se joue sur une seule rencontre entre le vainqueur de la coupe d'Algérie et le champion d'Algérie de première division.
Le groupe de télécommunications ATM Mobilis est le sponsor de la compétition.

## Les qualifiés
Pour cette édition, les deux qualifiés sont les tenants des titres du championnat d'Algérie de l'édition 2013, l'ES Sétif et la coupe d'Algérie de l'édition 2013, l'USM Alger.
Ces deux équipes se sont disputé le trophée de la supercoupe d'Algérie pour la première fois depuis 2007 après sept années d'absence.

## Déroulement de la rencontre
| Entraîneur :                      |
| Khier Eddine Madoui Rabah Saâdane |

| Entraîneur :  |
| Hubert Velud. |

| Entraîneur :                      |
| Khier Eddine Madoui Rabah Saâdane |

| Entraîneur :  |
| Hubert Velud. |